# 兵衛次郎
兵衛 次郎（ひょうえ じろう）は、鎌倉時代の人物。

## 生涯
1274年、対馬国に元軍が侵攻した（元寇）。対馬国守護代・宗助国以下80騎は奮戦するが、元軍に敗北し、助国は対馬小太郎と兵衛次郎に太宰府に元軍襲来を知らせるように命じ、2人は太宰府へ向かいこれを知らせた。
その後、少弐景資に従い、文永の役・弘安の役を戦い、長崎県鷹島に元軍が上陸すると小太郎らと共に戦うが戦死した。

## 兵衛次郎の墓

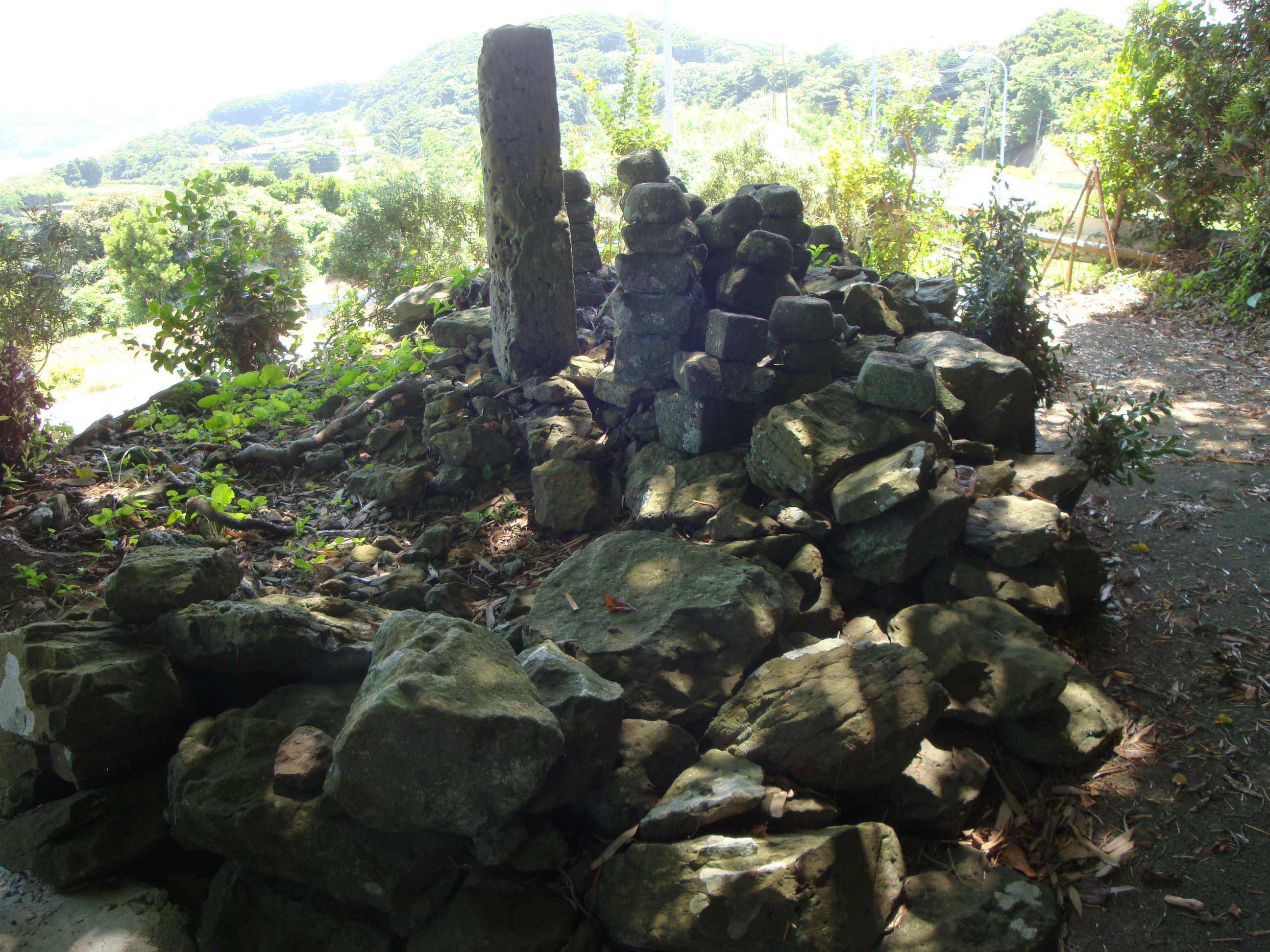
兵衛次郎の墓

兵衛次郎の墓は鷹島町神崎免にある。兵衛次郎の墓とされるのは高さ1ｍ程度の自然石とされ、周囲に供養塔がある。また、墓が位置している祈りの浜（伊野利の浜）は弘安の役の際、日本の救援軍がいち早く到着したところとされる。

### 交通アクセス
- 道の駅鷹ら島から車で1分
- バス停「下神崎」から徒歩1分